# 小林儀衛
小林儀衛（こばやしよしえ、1876年 - 1919年）は新聞人。南予時事新聞創刊者。
愛媛県北宇和郡宇和島元結掛に生まれる。大和田建樹に師事。
1902年（明治35年）3月5日、自宅で個人経営の「南予時事」を発行。タブロイド判8頁の小型新聞であったが、平易な文章の紙面は注目され、1910年（明治43年）には資本金5000円の株式会社に改組。社屋も丸之内に新築。自家印刷ができるまでに発展、常務取締役兼編集長主筆として活躍したが、1914年（大正3年）、財政上の失脚から出資者が変わり、翌1915年（大正4年）1月勇退。その後松山に転居した。地域ジャーナリストの草分け。

## 主な著書
- 『南予案内』
- 『輪走唱歌』